# افضل مخدوم پیرمستی
افضل مخدوم پیرمستی (سال تولد نامعلوم - وفات ۱۹۱۵، بخارا) شاعر و تذکره‌نویس تاجیک و فارسی‌زبان است. در مدرسه‌های بخارا تحصیل کرده‌است. در کنار علوم متداول مدرسه به آموزش نجوم، طب و رمل مشغول شده‌است. افضل مخدوم پیرمستی تقریباً سال ۱۹۰۰ به خدمت دربار درآمد و با سفارش امیر عبدالاحد (حکمرانی. ۱۸۸۵–۱۹۱۰) به ترتیب دادن تذکره سر کرد. سال ۱۹۰۴ تألیف تذکره‌اش را به انجام رساند و آن را «افضل التذکار فی ذکر الشعرا و الاشعار» نامید (مختصر «افضل التذکار»). تا زمان ما از افضل مخدوم پیرمستی همین تذکره و نمونه‌های اشعارش در تذکره‌ها و بیاضها باقی مانده‌اند. صدرالدّین عینی در «نمونهٔ ادبیات تاجیک» بیتی چند از اشعار افضل مخدوم پیرمستی، همچنین نمونه‌ای را از «افضل التذکار» (معلومات دربارهٔ تاش‌خواجه سیری) را آورده‌است.

## نمونه شعر
نه بر این است دل من، نه بر آن است دل من
هر چه مرضای تو باشد، به همان است دل من
چه بگویم به تو از حال دل زار حزینم؟
که چنین است دلم، یا که چنان است دل من…
ز نگاه بت طنّاز ستم‌پیشه‌ام، افضل،
شده خون و ز ره دیده چکان است دل من.